# Elaphria expuncta
Elaphria expuncta là một loài bướm đêm trong họ Noctuidae.